# Нижнее (Калужская область)
Нижнее — село в Жуковском районе Калужской области России. Входит в сельское поселение «Деревня Корсаково».

## Физико-географическая характеристика
Находится в северо-восточной части Калужской области, рядом с границей с Московской областью. Стоит на правом берегу Нары примерно в 7 км ниже моста через реку на автодороге А130. Рядом — населённые пункты — Борисково, Орехово.

## История
Село Нижнее и деревня Глядово принадлежало роду Салтыковых. Среди владельцев —Борис Михайлович Салтыков, Пётр Михайлович Салтыков(1678 год). 
В селе, на частной территории, недействующая каменная Церковь Успения Пресвятой Богородицы55°09′41″ с. ш. 36°57′11″ в. д. , построенная в 1724-30 годах.  
В 1782  году — село Успенское Боровского уезда Калужской губернии. При селе крестьянских дворов нет, деревни — Борисково, Глядово, Корсаково, Гремячево. Село принадлежит Петру Васильевичу Салтыкову (внуку Петра Михайловича), выделенная церковная земля, две церкви Успения Пресвятой Богородицы каменная и ветхая деревянная.  
В 1785 году на карте Калужского наместничества указано как село Успенское.  
Осенью 1812 года в Успенском стоял полк Кутейникова.  

## Население
| 2002 | 2010 |
| ---- | ---- |
| 24   | ↘7   |